# Aspen City Hall
Aspen City Hall, in der Vergangenheit auch als Armory Hall und Fraternal Hall bezeichnet, ist ein Gebäude an der Kreuzung von South Galena Street und East Hopkins Avenue in Aspen, Colorado in den Vereinigten Staaten. Es handelt sich um ein Backsteingebäude aus den 1890er Jahren, das am 5. Juni 1975 in das National Register of Historic Places aufgenommen wurde.
Das Gebäude wurde erbaut, um als Hauptquartier der örtlichen Miliz zu dienen und wurde auch als Versammlungsort der Bevölkerung verwendet. Es erfüllte eine Reihe von kommunalen Funktionen und wurde schließlich Mitte des 20. Jahrhunderts zur City Hall Aspens. Nachdem Aspen später im 20. Jahrhundert zu einem lebhaften Wintersportort wurde, wurde eine Verlegung einiger Abteilungen der Stadtverwaltung in andere Bürogebäude sowie eine Renovierung notwendig, insbesondere im Innern des Gebäudes.

## Bauwerk
Das Gebäude befindet sich an der nordöstlichen Ecke der Kreuzung, einen Straßenblock südlich der Main Street (Colorado State Highway 82), wo sich das ebenfalls im National Register of Historic Places eingetragene Pitkin County Courthouse befindet. Das Gelände ist eben und die Nachbarschaft ist dicht städterisch bebaut; die meisten Gebäude sind ein oder zwei Stockwerke zählende gewerblich genutzte Gebäude. Die Bebauung bildet eine regelmäßige Mischung von Häusern aus der Zeit, in der das frühere Zeughaus erbaut wurde und dazu passenden späteren Ergänzungen, die zum größten Teil aus Backsteinen bestehen. Eine kleine Gasse ohne Namen direkt nördlich des Gebäudes erlaubt den Durchgang in der Mitte des Straßenblockes zur South Hunter Street. Hohe Bäume schirmen das Gebäude von den umliegenden Straßen und dieser Gasse ab.
Das Gebäude selbst ist ein zweieinhalbstöckiges rechteckiges Gebäude mit vier auf fünf Jochen aus roten Backsteinen im Amerikanischen Verband auf einem steinernen Sockel. Das Dach ist schindelgedeckt und in der Mitte flach, jedoch an den Seiten stark geneigt. Es ist im Norden und Süden tief zur Dachtraufe heruntergezogen. Drei Dachgauben mit Satteldach und schmalen Doppelflügelfenstern sitzen auf beiden Seiten.
Auf der dem Westen zugerichteten Fassade besteht die Fensteranordnung aus jeweils mit einer Schiebe versehenen Aufschiebfenstern, wobei der zentral angeordnete Eingang zurückgesetzt ist. Die darüberliegenden Fenster haben leicht gebogene Fenster. Pilaster aus Backsteinen, deren Aussehen von den Ecksteinen des Bauwerkes übernommen wird, erheben sich bis hoch zum Dach, wo ein von Kragsteinen gestütztes Gesims mit einer Brüstung im flachen Bereich des Daches den Übergang zum Dach bildet. Auf den Seiten nach Norden und Süden befindet sich vier doppelte Bogenfenster, die ähnlich zu denen im oberen Stockwerk sind und von Backsteinpilastern voneinander getrennt werden. Das Innere wurde seit der Erbauung des Gebäudes wesentlich verändert.

## Geschichte
Das Bauwerk wurde 1892 innerhalb von drei Monaten erbaut, gegen Ende des Colorado Silver Booms, der aus dem noch 15 Jahre zuvor nicht existierenden Aspen eine aufstrebende Bergbaustadt gemacht hatte. Das Bauwerk wurde gebaut, um den örtlichen Miliz als Sammelplatz sowie der Bevölkerung als Versammlungsort für kommunale Zwecke zu dienen. Aus dieser Zeit stammen die Bezeichnungen Armory Hall und Fraternal Hall.
Nachdem die Bevölkerung Aspens nach dem Boom in den Anfangsjahren des 20. Jahrhunderts schwand, diente das Gebäude verschiedenen kommunalen Funktionen, weswegen es von Vernachlässigung und Abriss verschont blieb, denen viele andere Gebäude aus der Zeit des Booms zum Opfer fielen. Seit 1956 ist es City Hall der Stadt Aspen.
Zu Beginn der 1990er Jahre wurde das Innere des Gebäudes erneuert, um den Anforderungen einer modernen Stadtverwaltung zu genügen, nachdem die Einwohnerzahl Aspens erneut gestiegen war. Diesen Anstieg verdankte Aspen der Popularität als Wintersportort und dem Ruf als mondänen Urlaubsort in den Bergen. Innerhalb eines Jahrzehntes war die Stadtverwaltung soweit gewachsen, dass die einzelnen Abteilungen der Verwaltung auf eine Reihe anderer Gebäuden in der Stadt verteilt wurden. 2008 investierte Aspen mehr als 500.000 US-Dollar in die Erneuerung des Interieurs. Der Sitzungssaal des Stadtrates wurde neu möbliert und mit moderner Elektronik ausgestattet, auch die fünf verbleibenden Abteilungen der Stadtverwaltung erhielten neue Büroeinrichtungen.

## Belege
1. ↑  Armory Hall, Fraternal Hall im National Register Information System. National Park Service, abgerufen am 29. Juli 2017.
2. 1 2  Pitkin County. Colorado Office of Archaeology and Historic Preservation, abgerufen am 28. Februar 2011 (englisch).
3. 1 2  Aspen City Hall – City of Aspen, CO. Loris & Associates, 2011, abgerufen am 28. Februar 2011 (englisch).
4. ↑  Caroline Sackariason:  Aspen's million-dollar makeover (Memento des Originals vom 7. Juli 2011 im Internet Archive) In: Aspen Daily News, 14. April 2008. Abgerufen am 27. Februar 2011